# Berbenno
Berbenno är en ort och kommun i provinsen Bergamo i regionen Lombardiet i Italien. Kommunen hade 2 385 invånare (2018).